# Den självläkande människan
Den självläkande människan är en hälsofilosofisk bok av Sanna Anandala, som handlar om hälsa och välbefinnande. Boken behandlar självläkning. Den publicerades av bokförlaget Forum 1999.
Vetenskap och Folkbildning har kritiserat boken och hävdat att den är pseudovetenskaplig. Dan Larhammar har skrivit en kritisk recension av boken där han menar att Sanna Anandala saknar vetenskaplig grund för flera av sina uppgifter samt hävdar att råden kan vara "direkt livsfarliga" . Ehdin har svarat på denna och annan kritik, bland annat i en replik i Läkartidningen